# Diocesi di Maracay
La diocesi di Maracay (in latino: Dioecesis Maracayensis) è una sede della Chiesa cattolica in Venezuela suffraganea dell'arcidiocesi di Valencia in Venezuela. Nel 2023 contava 1.735.981 battezzati su 2.338.820 abitanti. È retta dal vescovo Enrique José Parravano Marino, S.D.B.

## Territorio
La diocesi comprende lo stato venezuelano di Aragua.
Sede vescovile è la città di Maracay, dove si trova la cattedrale di San Giuseppe.
Il territorio è suddiviso in 71 parrocchie.

## Storia
La diocesi è stata eretta il 21 giugno 1958 con la bolla Qui Supremi Pontificatus di papa Pio XII, ricavandone il territorio dalla diocesi di Calabozo (oggi arcidiocesi) e dall'arcidiocesi di Caracas.
Il 21 novembre 1960, con la lettera apostolica Vel in repositarum, papa Giovanni XXIII ha proclamato San Giuseppe patrono principale della diocesi.
Originariamente suffraganea dell'arcidiocesi di Caracas, il 12 novembre 1974 è entrata a far parte della provincia ecclesiastica di Valencia in Venezuela.

## Cronotassi dei vescovi
Si omettono i periodi di sede vacante non superiori ai 2 anni o non storicamente accertati.
- José Alí Lebrún Moratinos † (21 giugno 1958 - 19 marzo 1962 nominato vescovo di Valencia in Venezuela)
- Feliciano González Ascanio † (31 luglio 1962 - 13 dicembre 1986 deceduto)
- José Vicente Henríquez Andueza, S.D.B. † (24 giugno 1987 - 5 febbraio 2003 ritirato)
- Reinaldo del Prette Lissot † (5 febbraio 2003 - 10 aprile 2007 nominato arcivescovo di Valencia in Venezuela)
- Rafael Ramón Conde Alfonzo † (12 febbraio 2008 - 19 luglio 2019 ritirato)
- Enrique José Parravano Marino, S.D.B., dal 19 luglio 2019

## Statistiche
La diocesi nel 2023 su una popolazione di 2.338.820 persone contava 1.735.981 battezzati, corrispondenti al 74,2% del totale.
| anno | popolazione | popolazione | popolazione | presbiteri | presbiteri | presbiteri | presbiteri                | diaconi | religiosi | religiosi | parrocchie |
| anno | battezzati  | totale      | %           | numero     | secolari   | regolari   | battezzati per presbitero | diaconi | uomini    | donne     | parrocchie |
| ---- | ----------- | ----------- | ----------- | ---------- | ---------- | ---------- | ------------------------- | ------- | --------- | --------- | ---------- |
| 1966 | 370.037     | 377.589     | 98,0        | 70         | 46         | 24         | 5.286                     |         | 47        | 196       | 34         |
| 1968 | ?           | 401.659     | ?           | 70         | 48         | 22         | ?                         |         | 42        | 187       | 29         |
| 1976 | 707.000     | 745.000     | 94,9        | 61         | 35         | 26         | 11.590                    |         | 36        | 184       | 40         |
| 1980 | 635.011     | 697.814     | 91,0        | 59         | 34         | 25         | 10.762                    |         | 29        | 164       | 37         |
| 1990 | 1.189.420   | 1.321.578   | 90,0        | 61         | 32         | 29         | 19.498                    |         | 41        | 171       | 41         |
| 1999 | 1.350.000   | 1.500.000   | 90,0        | 93         | 69         | 24         | 14.516                    |         | 36        | 117       | 46         |
| 2000 | 1.374.453   | 1.527.257   | 90,0        | 75         | 53         | 22         | 18.326                    | 1       | 34        | 117       | 46         |
| 2001 | 1.606.883   | 1.785.426   | 90,0        | 79         | 58         | 21         | 20.340                    | 13      | 33        | 117       | 46         |
| 2002 | 1.264.217   | 1.453.123   | 87,0        | 79         | 57         | 22         | 16.002                    | 13      | 60        | 109       | 52         |
| 2003 | 1.323.214   | 1.520.936   | 87,0        | 85         | 57         | 28         | 15.567                    | 13      | 56        | 109       | 53         |
| 2004 | 1.382.083   | 1.588.749   | 87,0        | 82         | 58         | 24         | 16.854                    | 12      | 46        | 94        | 57         |
| 2013 | 1.559.000   | 1.884.000   | 82,7        | 86         | 66         | 20         | 18.127                    | 13      | 34        | 83        | 54         |
| 2016 | 1.525.100   | 1.964.562   | 77,6        | 84         | 67         | 17         | 18.155                    | 12      | 33        | 81        | 57         |
| 2019 | 1.584.300   | 2.040.800   | 77,6        | 73         | 56         | 17         | 21.702                    | 12      | 35        | 73        | 60         |
| 2021 | 1.623.250   | 2.091.000   | 77,6        | 73         | 62         | 11         | 22.236                    | 12      | 24        | 80        | 65         |
| 2023 | 1.735.981   | 2.338.820   | 74,2        | 92         | 80         | 12         | 18.869                    | 12      | 22        | 65        | 71         |